# Caixa de transferência

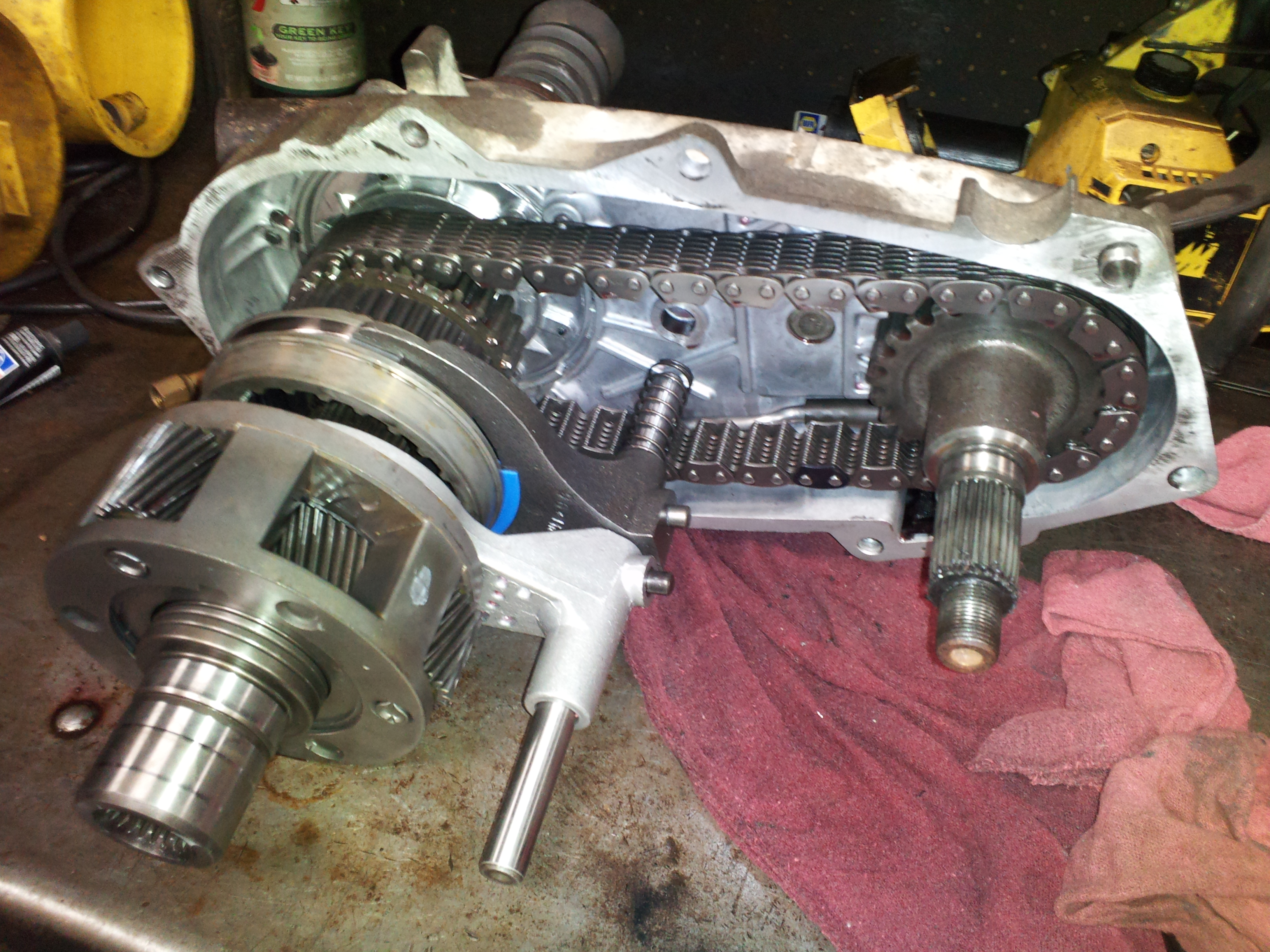
Interior de uma caixa de transferência 231 New Process Gear

Uma caixa de transferência é uma caixa de câmbio intermediária que transfere potência da transmissão de um veículo motorizado para os eixos motrizes de veículos com tração nas quatro rodas, tração integral e outras máquinas multieixos, tanto on-road quanto off-road. Faz parte da cadeia cinemática do veículo, utilizando eixos de transmissão para fornecer potência motriz mecanicamente. A caixa de transferência também sincroniza a diferença entre a rotação das rodas dianteiras e traseiras (apenas sistemas 4x4 e AWD de alta velocidade) e pode conter um ou mais conjuntos de engrenagens redutoras para uso fora de estrada.

## Funções
A caixa de transferência (um sistema de transmissão secundário) recebe potência da transmissão e a envia para os eixos dianteiro e traseiro, ou apenas para um (geralmente o traseiro). Isso pode ser feito por meio de engrenagens, sistema hidráulico ou transmissão por corrente. Em alguns veículos, como caminhões com tração nas quatro rodas ou veículos destinados ao uso off-road, esse recurso é controlado pelo motorista. O motorista pode colocar a caixa de transferência no modo "tração nas duas rodas" ou "tração nas quatro rodas". Quando a tecnologia foi implantada nos veículos, sua atuação era realizado por meio de uma alavanca de câmbio, semelhante à de uma transmissão manual. Cada vez mais, ela é operada eletronicamente por um painel, console central ou interruptor da alavanca de câmbio.

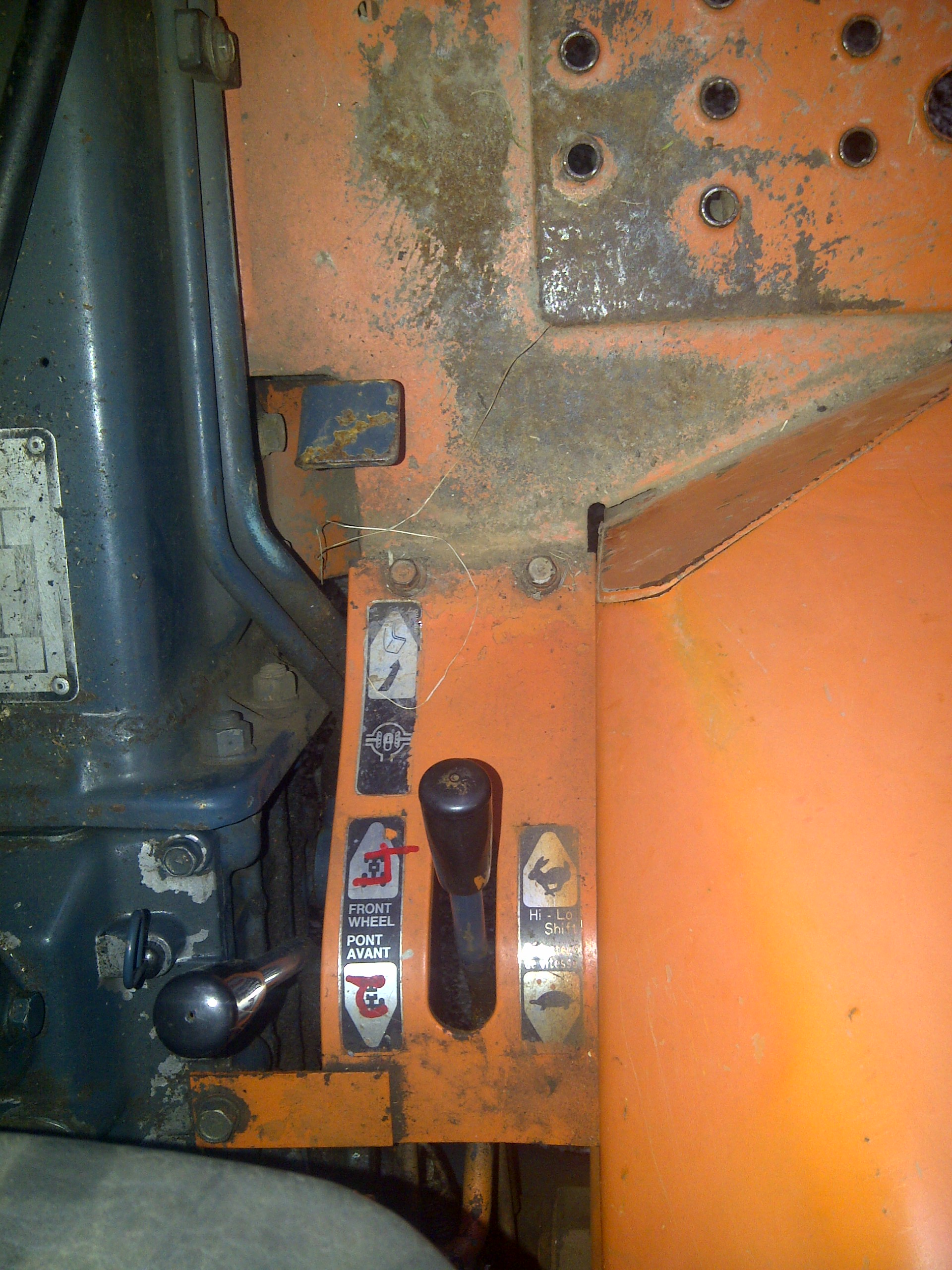
As alavancas de um trator Kubota para selecionar entre 2WD e 4WD (esquerda) e marchas altas e baixas (direita) são conectadas à caixa de transferência. A caixa de transferência está atualmente na marcha alta, com tração traseira.

Uma caixa de transferência que permite alternar entre os modos de tração em 2 rodas e tração nas 4 rodas, mas não possui um diferencial central para coordenar as velocidades dos eixos, é conhecida como "part-time". Alguns veículos, como carros esportivos com tração nas quatro rodas (AWD), possuem caixas de transferência que não são selecionáveis, conhecidas como "integrais". Tal caixa de transferência é permanentemente "travada" no modo AWD. No início dos anos 90, foram desenvolvidos híbridos que compartilham as propriedades de cada um.
As caixas de transferência também desempenham outras funções. Algumas são comuns a todos os tipos, outras variam de acordo com o tipo:
- A caixa de transferência pode conter um ou mais conjuntos de baixa relação de transmissão para uso off-road. As engrenagens redutoras são engatadas com um trocador ou interruptor eletrônico. Em muitos casos de transferência, este trocador é o mesmo que seleciona a operação 2WD ou 4WD. As engrenagens redutoras permitem que o veículo dirija em velocidades muito mais baixas enquanto ainda opera dentro da faixa de potência utilizável/faixa de RPM do motor. Isso também aumenta o torque disponível nos eixos. As engrenagens redutoras são usadas para condições de estrada muito adversas, tais como rebocar uma carga pesada lentamente, dirigir em estradas irregulares e não pavimentadas lentamente e manobras off-road extremas, como escalar pedras. Este recurso geralmente está ausente em carros com tração nas quatro rodas. Alguns veículos muito grandes, como equipamentos pesados ou caminhões militares, podem ter mais de um conjunto de engrenagens redutoras.[3]
- A caixa de transferência pode exigir parada total para engatar a tração nas quatro rodas (ou apenas 4WD de baixa relação), redução para uma velocidade designada para engatar ou desengatar um eixo extra, ou pode permitir o engate total "em tempo real" da tração nas quatro rodas de alta faixa em qualquer velocidade.
- Caixas de transferência que são projetadas para permitir o uso normal em estradas sincronizam a diferença entre a rotação das rodas dianteiras e traseiras,[4] da mesma forma que o diferencial atua em um determinado eixo. Isso é necessário porque os pneus dianteiros e traseiros nunca giram na mesma velocidade. Diferentes taxas de rotação dos pneus geralmente são devidas a diferentes diâmetros de pneus (já que os pneus dianteiros e traseiros inevitavelmente se desgastam em taxas diferentes) e diferentes relações de transmissão nos diferenciais dianteiro e traseiro, já que os fabricantes geralmente têm uma relação ligeiramente menor na frente em comparação com a traseira para ajudar no controle (como 3,55:1 no diferencial traseiro e 3,54:1 no diferencial dianteiro). Se a caixa de transferência não compensasse a diferença entre as duas taxas diferentes de rotação, a ligação ocorreria e a caixa de transferência poderia ser danificada. É também por isso que uma caixa de transferência que não foi projetada para uso em estrada causará problemas se conduzida em pavimento seco.
- A maioria das caixas de transferência tradicionais projetadas para off-road inclui a capacidade de bloquear mecanicamente os eixos de transmissão dianteiros e traseiros para distribuir uniformemente o torque do motor entre eles.[2] Isso é semelhante à capacidade do bloqueio do diferencial de forçar ambas as rodas de um eixo a girar simultaneamente, travando-as juntas, apenas entre os eixos em vez das rodas.
- Uma caixa de transferência híbrida parcial/integral permite que um veículo opere com tração nas duas rodas, tração nas quatro rodas em tempo integral (com o diferencial central aberto) e tração nas quatro rodas em tempo parcial (com o diferencial central bloqueado) em relações altas e baixas.[2]